# Geloof in het boeddhisme
Geloof (Pali: Saddha) neemt in het boeddhisme een belangrijke plaats in, en vormt een van de 'vijf spirituele krachten', samen met wijsheid, inzet, concentratie en gewaarzijn. In deze leer van de 'vijf spirituele krachten' dienen geloof en wijsheid met elkaar in balans te zijn, om een optimaal resultaat te leveren.
Het bestaan van hogere waarheden als goden en Nirvana wordt in het boeddhisme geconformeerd. In het boeddhisme is het geloof in de theorie die die hogere waarheden beschrijft belangrijk, maar men dient ook op de eigen attitude ten opzichte van dit geloof te letten.

## Wijsheid, geloof in balans en verlangen
Wijsheid en geloof komen volgens het boeddhisme van nature samen voor en dienen met elkaar in balans te zijn. In het boeddhisme wordt men vaak ontmoedigd om dingen aan te nemen op 'blind geloof', en wordt men aangemoedigd om de leer zelf te conformeren in het eigen dagelijks leven. Hierbij hoort dat men erkent wanneer een geloof in een bepaald aspect van de leer slechts een geloof is, zonder persoonlijke validatie. Men 'weet' dat men het nog niet weet, en men 'weet' dat men het daarom 'slechts' gelooft.
Wijsheid of kennis zonder geloof is te 'droog', theoretisch of abstract; het is een vorm van boekenwijsheid, die zich beperkt tot het louter theoretisch niveau, en niet geïnternaliseerd wordt. 'Boekenwijsheid' wordt soms vergeleken met het bestuderen van een kaart. Het bestuderen van de kaart betekent nog niet dat men ook feitelijk vooruitgang boekt op het pad dat men wil volgen. Wanneer men het pad feitelijk bereist, ervaart men de resultaten daarvan, wat leidt tot het ontstaan van een geloof in de correctheid van het pad. Dat is de correcte of meest pure vorm van geloof in het boeddhisme, en is een geloof wat gebaseerd is op weten, en emotioneel kan zijn en gevoeld wordt.
Als mens verlang je altijd naar nieuwe of betere dingen. Boeddhisten denken dat dat niet goed is. Je moet blij zijn met je bent en hebt. Er is altijd wel iets beters, of leukers, en omgekeerd dus ook altijd iets minder leuks. En als je dan hebt wat je wilt dan ben je daar na een tijdje ook klaar mee. daarom moeten we accepteren wat we zijn en hebben, en minder verlangen naar dingen.

## Wetenschap en hogere waarheden
Ook wijst men er in het boeddhisme regelmatig op dat wetenschappelijke kennis vaak slechts conventionele kennis is, gebaseerd op theoretische constructen en definities, veelal gevalideerd door middel van testen en wiskundige modellen of waarschijnlijkheden. Wetenschappelijk opgedane kennis is daardoor kennis van een andere aard dan de direct ervaren, innerlijk gerealiseerde kennis en wetenschap die met behulp van onder andere meditatie opgedaan kan worden (zoals de zes bovennatuurlijke krachten en de kennis van Nirvana).

## De Kalama Sutta: wat te geloven?
De Kalama Sutta is een toespraak waarin Gautama Boeddha ingaat op de soms moeilijke vraag hoe te beslissen een religieuze leer te geloven of voor waar aan te nemen. Boeddha geeft in deze sutta het advies niet iets voor waar aan te nemen slechts omdat:
1. men het vaak gehoord heeft
2. het traditie is
3. het gerucht gaat dat het waar is
4. het in geschriften geschreven is
5. het logisch is
6. het goed beredeneerd is
7. men een goede analogie gehoord heeft
8. men een weloverwogen berekening gemaakt heeft
9. men denkt dat een leraar bekwaam is
10. men denkt: dit is de leer van onze leraar

Boeddha zei verder dat men iets niet dient te geloven, en ervan af moet zien, wanneer men uit eigen ervaring weet dat: "deze dingen of kwaliteiten zijn slecht en nadelig; ze zijn afkeurenswaardig en worden door de wijzen bekritiseerd. Wanneer men ze accepteert en ernaar handelt, leiden ze tot nadeel en lijden."

En men dient een geloof op te nemen en het praktiseren wanneer men uit eigen ervaring weet dat: "deze dingen of kwaliteiten zijn goed en voordelig; ze zijn prijzenswaardig en worden geprezen door de wijzen. Wanneer men ze accepteert en ernaar handelt, leiden ze tot voordeel en geluk."

Boeddha geeft verder het advies hierbij vooral aandacht te geven aan of een bepaalde religieuze lering slechte mentale kwaliteiten als hebzucht en begeerte, aversie en haat, en onwetendheid en waandenkbeelden veroorzaakt. Wanneer een lering dat doet leidt ze niet tot geluk maar tot lijden en teleurstelling. Wanneer een lering ervoor zorgt dat begeerte, haat en dergelijke verdwijnen, dan leidt ze tot geluk en innerlijke welvaart.